# Curtiss NC-4
Curtiss NC-4 é a designação oficial de um celebrizado voo operado por uma aeronave Curtiss NC, fabricada pela entretanto extinta Curtiss Aeroplane and Motor Company, que sobrevoou pela primeira vez, o Oceano Atlântico entre Nova Iorque e Lisboa, com paragens nos Açores, logrando assim também a denominação de primeiro voo transatlântico da história da aviação.
Não obstante o feito histórico, alguns meses após e no mesmo ano de 1919 realizou-se o voo de Alcock e Brown que, ao contrário do voo Curtiss NC-4, operou-se na versão non-stop ou seja sem paragens, pelo que é considerado menos controversamente na história da aviação, como o primeiro voo transatlântico.

## História
No período da Primeira Guerra Mundial uma verdadeira corrida pela travessia aérea do Atlântico teve lugar, graças ao incentivo de periódicos como o londrino Daily Mail, que promoveu um concurso com um prémio de dez mil libras esterlinas ao aviador que conseguisse fazer o primeiro voo sem escalas, em menos de 72 horas, entre os Estados Unidos, o Canadá, ou a Terra Nova e as Ilhas Britânicas.
Nesse contexto, uma esquadrilha de três hidroaviões quadrimotor da Marinha dos Estados Unidos intentou a primeira travessia do Atlântico Norte, por etapas. Para esse fim partiu de Nova Iorque para a Terra Nova, de 16 para 17 de maio de 1919. Duas das aeronaves (NC-1 e NC-2) necessitaram fazer uma amaragem de emergência nos Açores, na altura na ilha das Flores. A NC-1 acabou por ficar completamente danificada e a NC-2 logrou alcançar o porto de Ponta Delgada, a 19 de maio, mas estava incapacitada para prosseguir o voo. Apenas a NC-4, batizada como "Liberty", sob o comando do capitão-tenente Albert Cushing Read, conseguiu completar o percurso, tendo feito escala na baía da Horta a 17 de maio, seguindo para Ponta Delgada, onde fez escala a 20. Após uma semana de repouso, partiu na madrugada do dia 27 em direção a Lisboa, tendo fundeado nessa noite nas águas do rio Tejo.

## Tripulação
O NC-4 foi comandado pelo Tenente Comandante Albert C. Read com LT. Elmer Stone USCG como primeiro piloto, LT WK Hinton como co-piloto. Outros membros da tripulação do NC-4 foram operador de rádio Ensign H.C. Rodd, engenheiro e Maquinista Chefe Tenente James Breeze e engenheiro ajudante Mate E.C. Rhoads.

## Especificações (NC-4)
Descrições gerais
- Tripulação: 6
- Comprimento: 20,8 m (68 ft)
- Envergadura: 38,40 m (130 ft)
- Altura: 7,40 m (24 ft)
- Área alar: 221 m² (2 380 ft²)
- Peso vazio: 7 260 kg (16 000 lb)
- Peso bruto (carregado): 12 700 kg (28 000 lb) [6]
- Peso de decolagem: 12 420 kg (27 400 lb)

Motorização
- Número de motores: 4x
- Tipo do motor: Motor a pistão V12
- Fabricante/modelo: Packard Liberty L-12 refrigerado a água
- Potência por motor: 400 hp (298 kW)
- Descrição do propulsor/hélice: 4 x hélices bipás tratoras e 2 x hélices quadripás propulsoras, configuração Push-pull

Performance
- Velocidade máxima: 156 km/h (96,9 mph)
- Velocidade total em Nó: 84 kn (156 km/h)
- Alcance: 2 352 km (1 460 mi)
- Tecto de serviço: 1 370 m (4 490 ft)
- Carga alar: 56,3 kg/m²

Armamentos
- Metralhadoras/canhões: Metralhadoras aéreas instaladas no cockpit dianteiro e traseiro
- Bombas: Capacidade para carregar carga de profundidade em tempo de guerra
- Notas: 

  - Potência/peso: 0.1 kW/kg

## Galeria

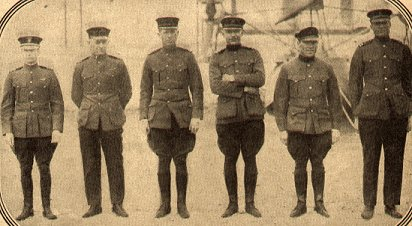
A tripulação do voo
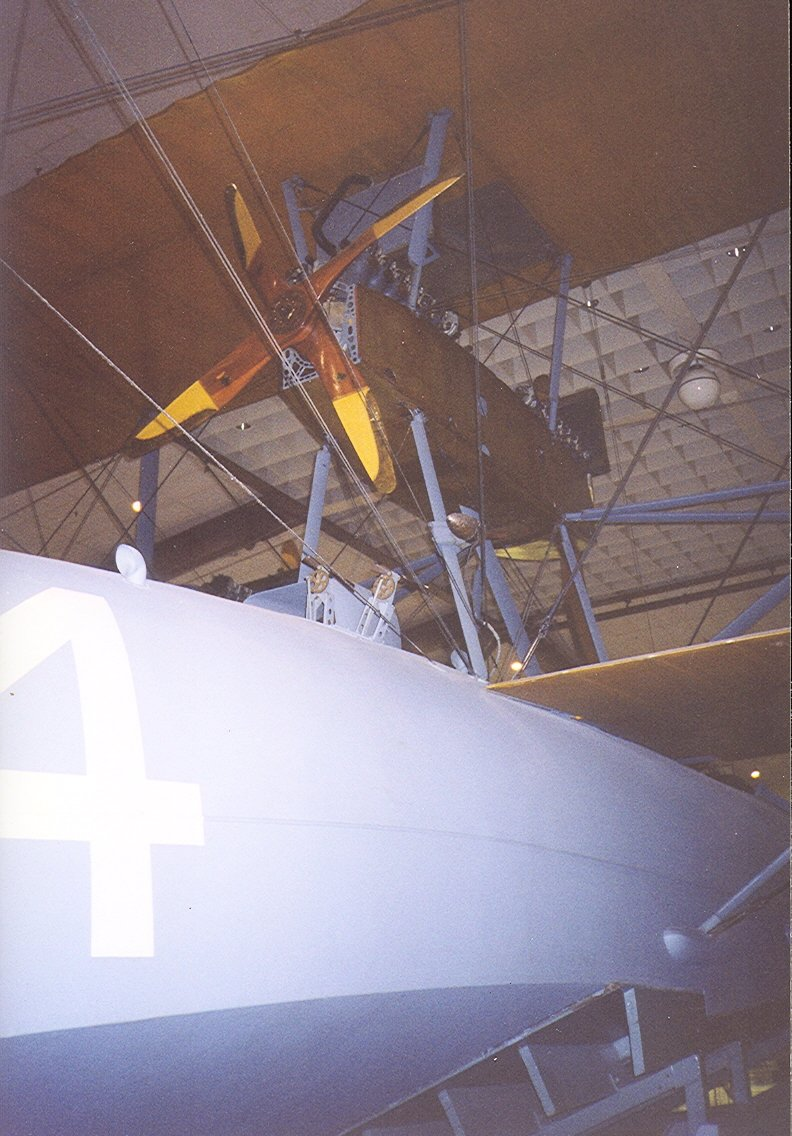
Parte do NC-4 no Museu Nacional da Aviação em Pensacola, Florida
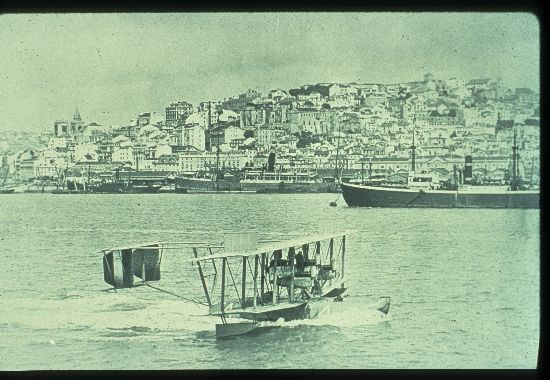
O NC-4 em Lisboa, Portugal
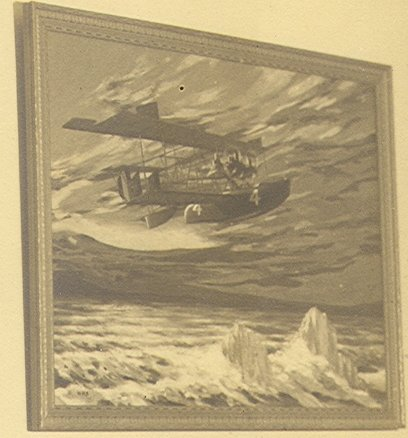
Ilustração aludindo ao voo sobre o Atlântico
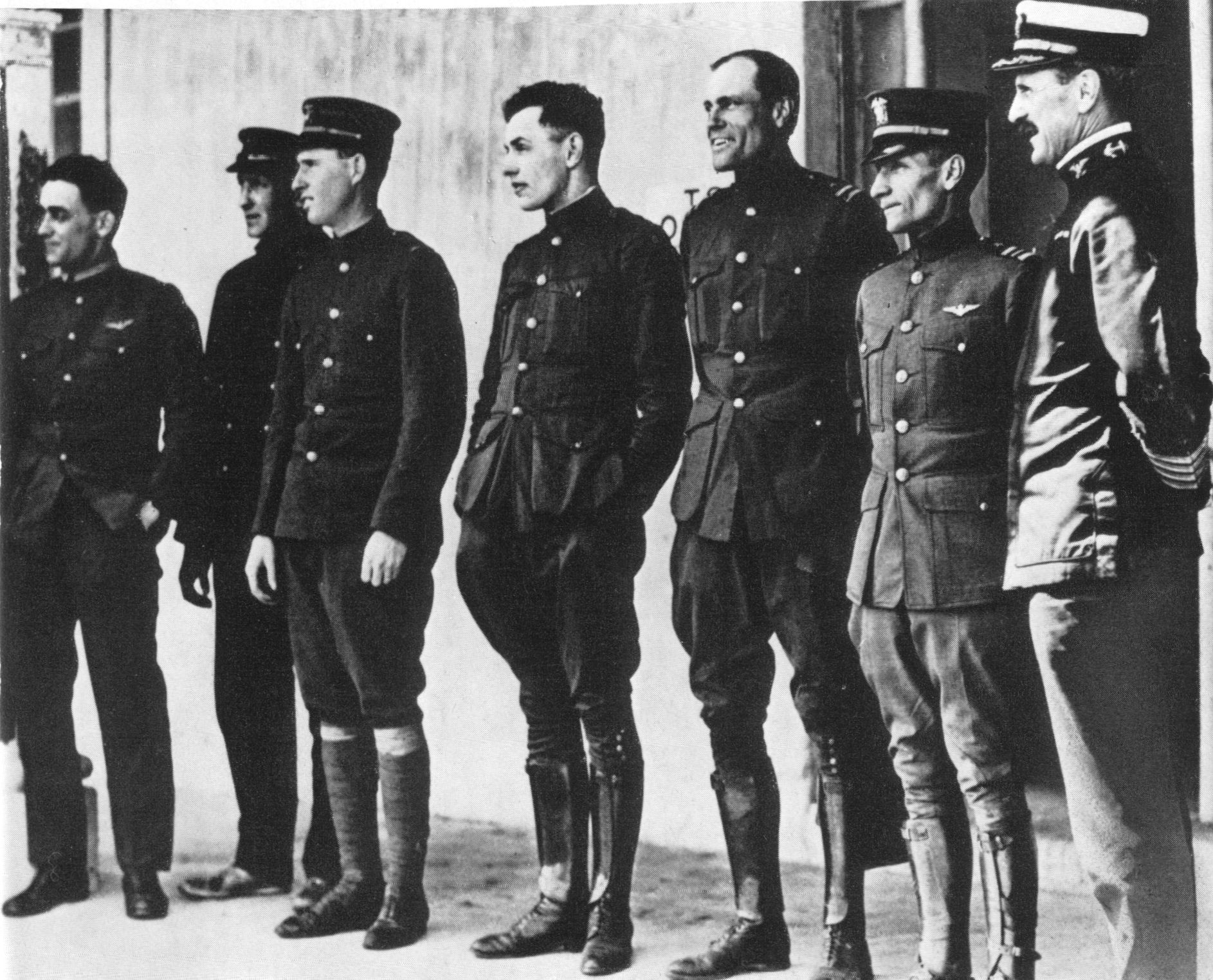
Outra foto da tripulação
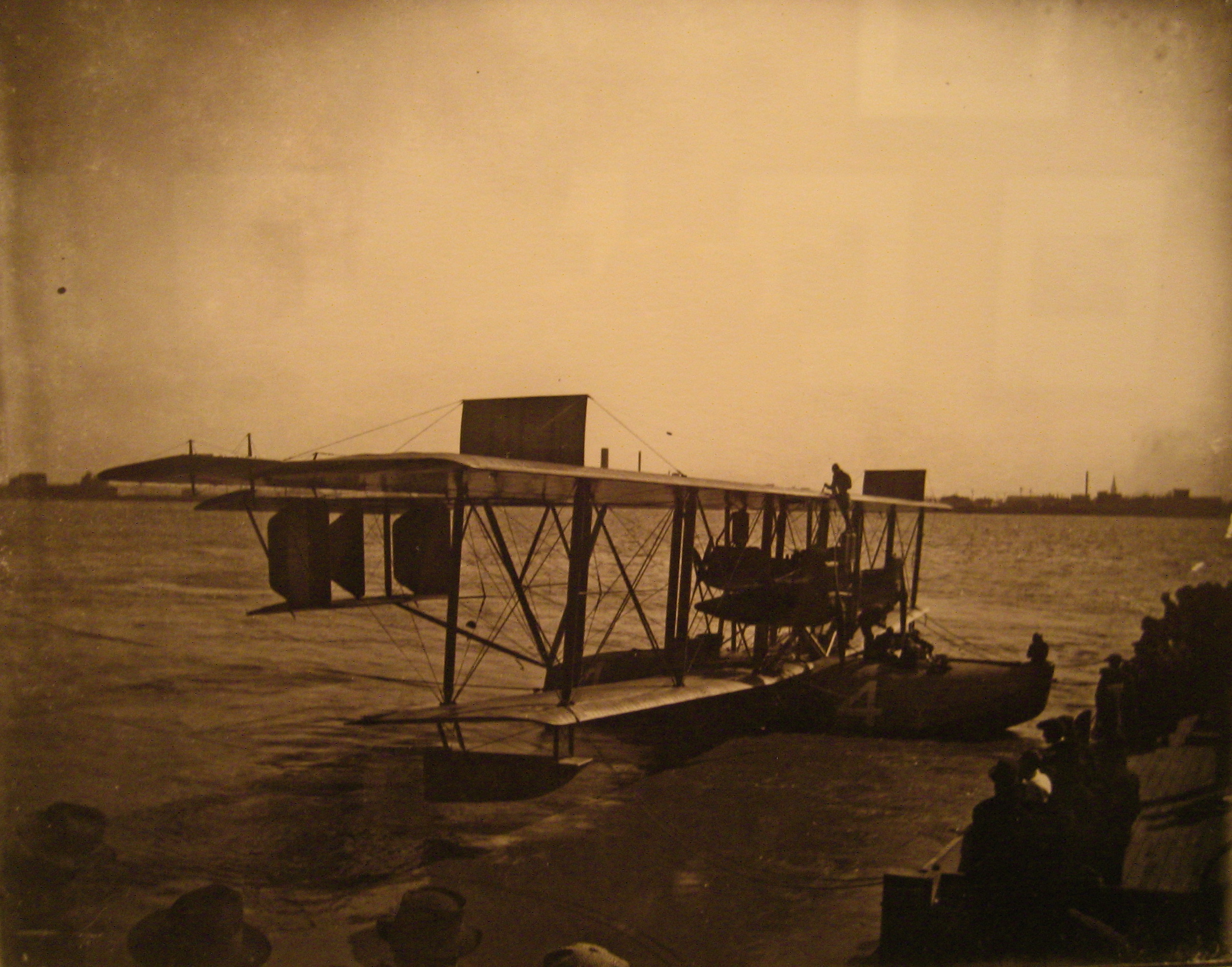
O NC-4 em Nova Orleães. Após o feito, o NC-4 esteve em tour por várias cidades dos EUA